# Raïs M'Bolhi
Pour les articles homonymes, voir M'Bolhi.
Raïs M'Bolhi (en arabe : الرايس مبولحي), né le 25 avril 1986 à Paris, est un footballeur international algérien. Il évolue au poste de gardien de but à l'ES Mostaganem.
Il s'illustre avec la sélection algérienne lors de la Coupe du monde 2010 en Afrique du Sud, devenant à ce moment le gardien des buts titulaire de l'équipe. Ses performances lors de l'édition de 2014 au Brésil confirment son rôle de gardien numéro un. Il compte parmi les artisans de la victoire des Fennecs de la Coupe d’Afrique des nations 2019 puis de celle de la Coupe arabe de la FIFA 2021.
Depuis la mort de sa mère en 2010, il porte des gants sur lesquels est inscrit son nom "Aïcha" dans une paire et "Raïs" dans une autre ,.

## Biographie

### Jeunesse
Raïs M'Bolhi est né à Paris d'un père congolais  et d'une mère algérienne, appelée Aïcha, Raïs M'Bolhi commence à jouer au Racing Club de Paris à Colombes. En 2002, il intègre le centre de formation de l'Olympique de Marseille. Il n'apparaitra jamais en championnat jusqu'à son départ en janvier 2006

### Carrière en club
En janvier 2006 M'Bolhi est recruté par le Heart of Midlothian, très actif sur le marché des transferts à cette période. Cependant, acheté avec Ludek Stracen et Martin Petráš, il n'a pas été conservé pour la saison 2006-2007 et a quitté le club sans avoir fait une apparition dans l'équipe première.

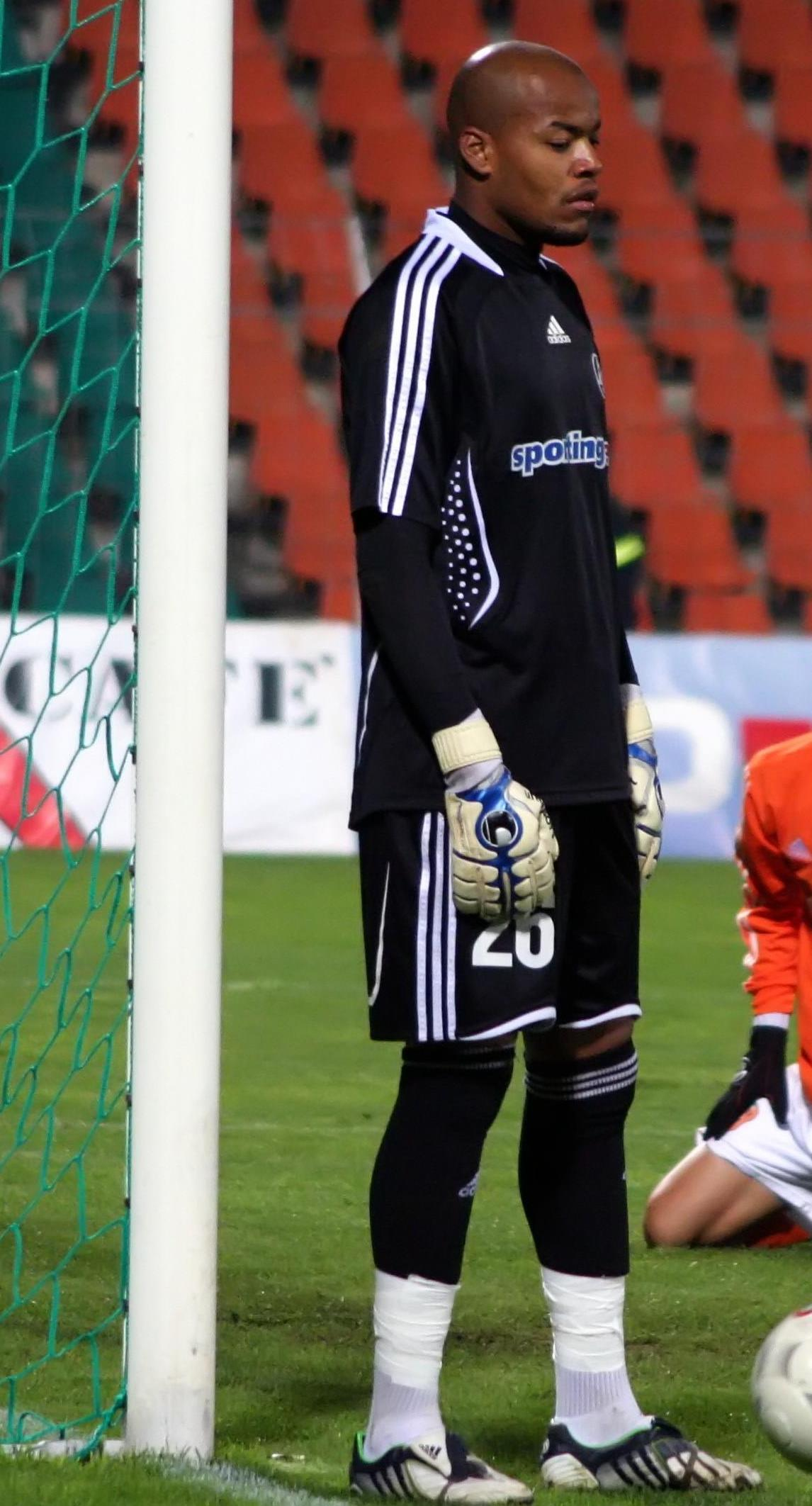
Raïs M'Bolhi en octobre 2009.

Avant la saison 2006-2007, M'Bolhi signe avec club grec du Ethnikos Piraeus, qui joue alors en Bêta Ethnikí. Il fait cinq apparitions pour l'Ethnikos avant de rejoindre durant la période des transferts d'hiver le club grec du Panetolikos qui évolue en Gamma Ethnikí. En 2008 M'Bolhi est transféré au FC Ryūkyū qui joue dans la Japan Football League, il y joue 22 matchs. En mai 2009, il signe un contrat de deux ans chez le club bulgare du Slavia Sofia. Il y fait ses débuts en championnat pour le 14 juin 2009 contre le Lokomotiv Sofia. En janvier 2010, Il est nommé meilleur gardien de but du championnat bulgare de 2009. En mai 2010, il effectue des essais avec le club anglais de Manchester United.
Après sa très bonne Coupe du monde, Raïs M'Bolhi est très convoité par le club anglais de Newcastle United qui vient de remonter en Premier League, le club de Newcastle United qui a alors formulé une offre de 900 000 d'euros, mais cette offre a été rejetée par le président du Slavia Sofia.
Le 31 août 2010, il est finalement prêté une saison en faveur du voisin du Slavia Sofia, le FK CSKA Sofia.
Le 16 décembre 2010 Raïs M'Bolhi quitte le CSKA Sofia et signe au club russe du Krylia Sovetov Samara pour trois ans et demi, où il ne peut s'imposer pour être finalement écarté et être prêté au Gazélec Ajaccio pendant six mois. Il est par ailleurs victime de racisme en Russie.
Lorsqu'il revient au Krylia Sovetov Samara, son entraîneur ne lui fait toujours pas confiance mais il accepte de le laisser s'entraîner avec la réserve pour pouvoir le vendre, ce qui se réalise puisqu'il est vendu au CSKA Sofia le 10 août 2013. Après une saison en Bulgarie, il quitte la formation de la capitale pour rejoindre le Union de Philadelphie, en Major League Soccer, à la suite de bonnes performances en équipe nationale lors de la Coupe du monde 2014. Après plusieurs mois où il n'arrive pas à sécuriser une place de titulaire, notamment en raison de prestations critiquées, il est mis de côté en début de saison 2015. Durant cette période, il quitte les États-Unis pour retourner en France avant de revenir à Philadelphie où il n'est pas réintégré à l'effectif professionnel, étant alors obligé de s'entraîner séparément en attendant un transfert au mois de juillet.
Il s'engage pour trois ans le 24 août 2015 pour Antalyaspor, découvrant ainsi un huitième pays.
En janvier 2017, alors qu'il ne fait plus partie de l'effectif professionnel d'Antalyaspor depuis six mois, des contacts avancés pour son arrivée au Stade rennais FC sont évoqués. Le 23 janvier 2017, il s'engage officiellement avec le club breton pour une durée d'un an et demi, et y retrouve son ancien sélectionneur Christian Gourcuff et ses coéquipiers en sélection Ramy Bensebaini et Mehdi Zeffane. Il ne disputera pourtant qu'une seule rencontre sous le maillot des « Rouge et Noir» (un match à l'extérieur perdu 3 buts à 2, face à Toulouse, le 26 août 2017), puisque le Tchèque Tomáš Koubek, acheté 3 millions d'euros le 28 août 2017, sera le gardien titulaire la majorité de la saison.
Le 19 janvier 2018, il s'engage pour six mois avec le club saoudien Ettifaq FC, le 29 janvier, il dispute son premier match sous ses nouvelles couleurs et réalise une excellente prestation (7 arrêts) malgré un but concédé dans les derniers instants, il devient dès son deuxième match capitaine de l’équipe. Le 4 mars 2018, il prolonge de trois ans son contrat, jusqu'en juin 2021.

### En équipe d'Algérie
Entre 2002 et 2004, M'Bolhi a été sélectionné sept fois en équipe de France des moins de 17 ans de football et celles des moins de 18 ans. Par la suite, il est appelé par l'équipe d'Algérie des moins de 23 ans, mais il n'est pas libéré par son club, l'Olympique de Marseille.
Selon Jeune Afrique, il effectue un stage avec l'équipe du Congo de football en 2006

Le 4 mai 2010, il est présélectionné dans le groupe des 25 de l'Algérie par Rabah Saâdane pour participer à la Coupe du monde 2010 en Afrique du Sud. Sur les réseaux sociaux, des voix minoritaires l'accusent d'opportunisme, lui reprochent de ne pas être arabophone et le qualifient de « Congolais », certains le qualifiant même de « Zaïrois » par confusion entre les deux Congo. Le 5 juin 2010, le sélectionneur Rabah Saâdane le choisit parmi les gardiens de but qui disputeront la Coupe de monde 2010 en Afrique du Sud. 

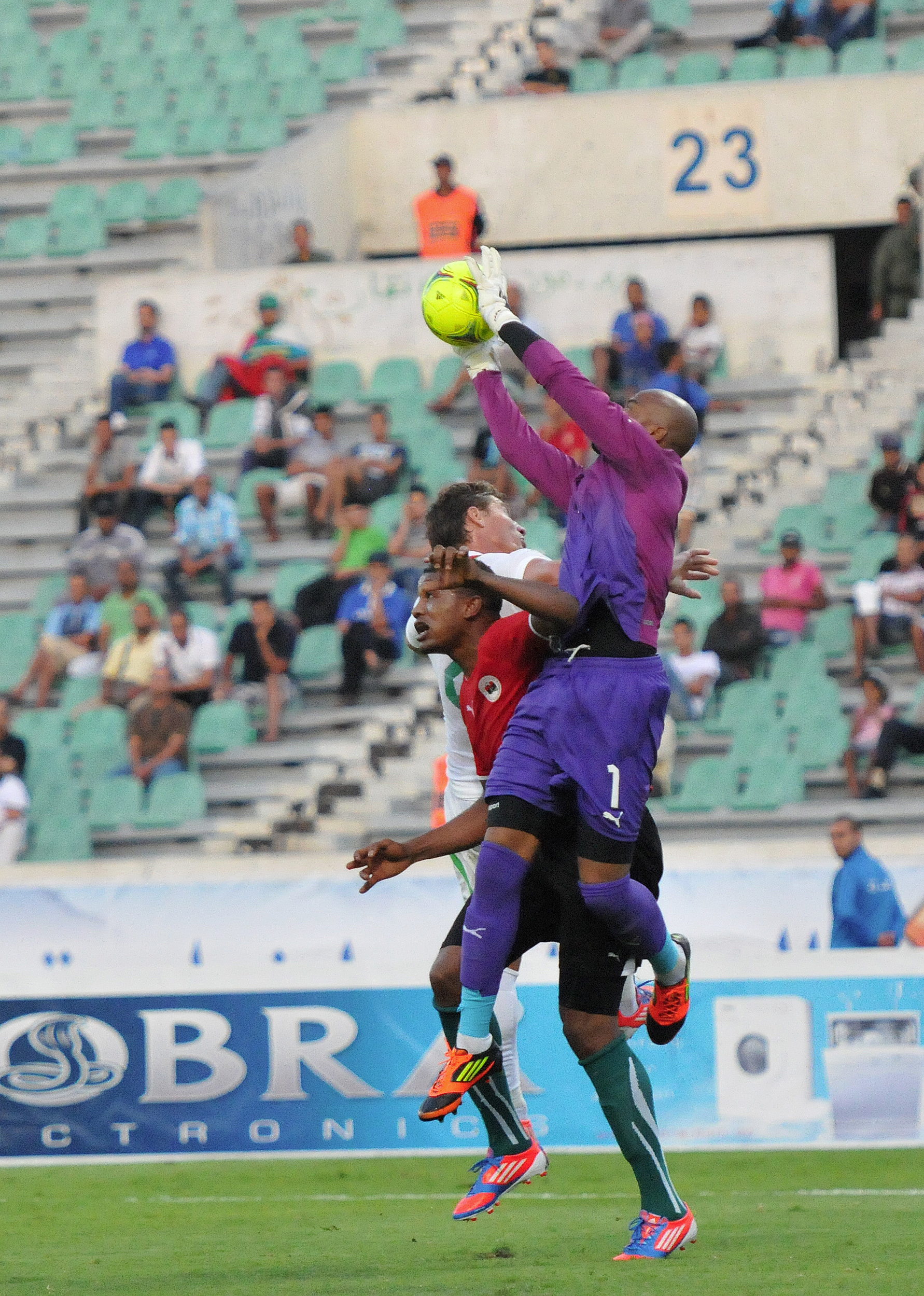
Raïs M'Bolhi avec l'équipe d'Algérie en septembre 2012

Sa première sélection en équipe nationale d'Algérie remonte à 29 mai 2010, à la 65e minute il remplace Faouzi Chaouchi, il prend par la suite son premier but en sélection nationale a la 85e minute sur un pénalty en faveur des Irlandais.
Le 18 juin 2010, à la suite de l'erreur de Faouzi Chaouchi contre la Slovénie, Rabah Saadane décide de le mettre titulaire face à l'Angleterre. Il s'illustre brillamment par sa solidité, son application et sa concentration. Puis le 23 juin 2010, l'Algérie affronte les États-Unis pour le dernier match de poule en Coupe du monde de football 2010 (défaite 1-0 de l'Algérie), M'Bolhi s'est illustré par une bonne performance mais a fini par encaisser un but en fin de match. Trois ans plus tard, il dispute sa première compétition continentale lors de la Coupe d'Afrique des nations 2013.  
Raïs M'Bolhi fait partie des 23 joueurs sélectionnés pour participer à la Coupe du monde 2014 au Brésil. Le 30 juin 2014, lors du match des huitièmes de finale contre l'Allemagne (défaite de l'Algérie 2-1 après prolongation), il est nommé homme du match malgré l'élimination des siens. En effet, l'homme n'a pas démérité : il arrête 10 ballons allemands (contre 3 ballons algériens pour Manuel Neuer) et arrache les prolongations aux futurs champions du monde, ce qui fera dire au journaliste Mouloud Achour que "l'Algérie est l'équipe qui a le mieux joué face aux champions du monde". Les performances de Raïs M'Bolhi (qui apparaît comme une belle surprise de ce mondial, à l'instar d'autres gardiens comme le Mexicain Guillermo Ochoa ou le Costaricain Keylor Navas) ne sont pas étrangères au prix de l'équipe la plus spectaculaire que les Guerriers du désert reçoivent à l'issue de cette Coupe du monde 2014. Cette récompense, créée en 1994, n'ayant pas été renouvelée après 2018, ils en sont les avant-derniers récipiendaires.
L'année suivante, il participe à la Coupe d'Afrique des nations 2015 et deux ans plus tard à la Coupe d'Afrique des nations 2017. Après la mauvaise apparition de l'Algérie dans cette compétition (le parcours des Guerriers du désert s'arrêtent en phase de poule, après deux matchs nuls, face au Zimbabwe et au Sénégal, et une défaite, contre la Tunisie), Rais M'Bolhi est nommé comme capitaine de l'équipe pour l'avenir à la place du défenseur central trop critiqué Aïssa Mandi, et pour des raisons non sportives, le sélectionneur national lui écarte, le parcours international du gardien surnommé "le voyageur" avec les verts a été mis en pause. 
Le 8 septembre 2018, soit 11 mois après sa dernière sélection en équipe nationale, il est de nouveau appelé sous le maillot des Fennecs pour disputer une rencontre à l'extérieur contre la Gambie, dans le cadre des éliminatoires de la Coupe d'Afrique des nations de football 2019,.
En juin 2019, il fait partie des joueurs sélectionnés par Djamel Belmadi pour participer à la Coupe d'Afrique des nations 2019. L'Algérie remporte la finale contre le Sénégal (0-1). En janvier 2022, Il fait partie des joueurs sélectionnés pour participer à la Coupe d'Afrique des nations 2021 où L'Algérie sort dès le premier tour. Le 29 décembre 2023, il est retenu dans la liste des vingt-sept joueurs algériens sélectionnés par Djamel Belmadi pour disputer la Coupe d'Afrique des nations 2023.
Raïs M'Bolhi compte 30 clean sheet (matchs officiels sans encaisser de buts) en équipe nationale et ne concède en moyenne que 0,97 but par match avec les Fennecs.

## Statistiques

### En club
| Saison                | Club                   | Championnat           | Championnat | Championnat | Coupe(s) nationale(s) | Coupe(s) nationale(s) | Compétition(s) continentale(s) | Compétition(s) continentale(s) | Compétition(s) continentale(s) | Total | Total |
| Saison                | Club                   | Division              | M.          | B.          | M.                    | B.                    | Comp.                          | M.                             | B.                             | M.    | B.    |
| 2005-2006             | Olympique de Marseille | Ligue 1               | 0           | 0           | -                     | -                     | CI                             | 0                              | 0                              | 0     | 0     |
| 2006-2007             | Ethnikós Le Pirée      | Superleague 2         | 5           | 0           | -                     | -                     | -                              | -                              | -                              | 5     | 0     |
| 2007-2008             | Panetolikós FC         | Football League       | 8           | 0           | -                     | -                     | -                              | -                              | -                              | 8     | 0     |
| 2008                  | FC Ryūkyū              | J3 League             | 22          | 0           | -                     | -                     | -                              | -                              | -                              | 22    | 0     |
| 2008-2009             | PFK Slavia Sofia       | efbet Liga            | 1           | 0           | -                     | -                     | -                              | -                              | -                              | 1     | 0     |
| 2009-2010             | PFK Slavia Sofia       | efbet Liga            | 25          | 0           | 3                     | 0                     | -                              | -                              | -                              | 28    | 0     |
| 2010-2011             | PFK Slavia Sofia       | efbet Liga            | 1           | 0           | -                     | -                     | -                              | -                              | -                              | 1     | 0     |
| Sous-total            | Sous-total             | Sous-total            | 27          | 0           | 3                     | 0                     | -                              | -                              | -                              | 30    | 0     |
| 2010-2011             | PFK CSKA Sofia (prêt)  | efbet Liga            | 9           | 0           | -                     | -                     | C3                             | 6                              | 0                              | 15    | 0     |
| 2011-2012             | Krylia Sovetov Samara  | Premier Liga          | 17          | 0           | 0                     | 0                     | -                              | -                              | -                              | 17    | 0     |
| 2011-2012             | PFK CSKA Sofia (prêt)  | efbet Liga            | 28          | 0           | 2                     | 0                     | C3                             | 2                              | 0                              | 32    | 0     |
| 2012-2013             | GFC Ajaccio (prêt)     | Ligue 2               | 12          | 0           | -                     | -                     | -                              | -                              | -                              | 12    | 0     |
| 2013-2014             | PFK CSKA Sofia         | efbet Liga            | 17          | 0           | 2                     | 0                     | -                              | -                              | -                              | 19    | 0     |
| 2014                  | Union de Philadelphie  | MLS                   | 4           | 0           | 0                     | 0                     | -                              | -                              | -                              | 4     | 0     |
| 2015                  | Union de Philadelphie  | MLS                   | 5           | 0           | -                     | -                     | -                              | -                              | -                              | 5     | 0     |
| Sous-total            | Sous-total             | Sous-total            | 9           | 0           | 0                     | 0                     | -                              | -                              | -                              | 9     | 0     |
| 2015-2016             | Antalyaspor            | Süper Lig             | 12          | 0           | 7                     | 0                     | -                              | -                              | -                              | 19    | 0     |
| 2016-2017             | Stade rennais FC       | Ligue 1               | 0           | 0           | -                     | -                     | -                              | -                              | -                              | 0     | 0     |
| 2017-2018             | Stade rennais FC       | Ligue 1               | 1           | 0           | -                     | -                     | -                              | -                              | -                              | 1     | 0     |
| Sous-total            | Sous-total             | Sous-total            | 1           | 0           | -                     | -                     | -                              | -                              | -                              | 1     | 0     |
| 2017-2018             | Ettifaq FC             | Saudi Pro League      | 9           | 0           | -                     | -                     | -                              | -                              | -                              | 9     | 0     |
| 2018-2019             | Ettifaq FC             | Saudi Pro League      | 22          | 0           | 1                     | 0                     | -                              | -                              | -                              | 23    | 0     |
| 2019-2020             | Ettifaq FC             | Saudi Pro League      | 28          | 0           | 3                     | 0                     | -                              | -                              | -                              | 31    | 0     |
| 2020-2021             | Ettifaq FC             | Saudi Pro League      | 18          | 0           | 1                     | 0                     | -                              | -                              | -                              | 19    | 0     |
| 2021-2022             | Ettifaq FC             | Saudi Pro League      | 27          | 0           | 1                     | 0                     | -                              | -                              | -                              | 28    | 0     |
| Sous-total            | Sous-total             | Sous-total            | 104         | 0           | 6                     | 0                     | -                              | -                              | -                              | 110   | 0     |
| 2022-2023             | Al Qadisiya            | Saudi First League    | 31          | 0           | -                     | -                     | -                              | -                              | -                              | 31    | 0     |
| 2023-2024             | CR Belouizdad          | Ligue 1               | 6           | 0           | -                     | -                     | CAF                            | 2                              | 0                              | 8     | 0     |
| 2025-2026             | ES Mostaganem          | Ligue 1               | -           | -           | -                     | -                     | -                              | -                              | -                              | 0     | 0     |
| Total sur la carrière | Total sur la carrière  | Total sur la carrière | 308         | 0           | 20                    | 0                     | -                              | 10                             | 0                              | 338   | 0     |

### En sélection nationale
| Saison                | Sélection             | Phases finales              | Phases finales | Phases finales | Éliminatoires CDM | Éliminatoires CDM | Éliminatoires CAN | Éliminatoires CAN | Matchs amicaux | Matchs amicaux | Total | Total |
| Saison                | Sélection             | Compétition                 | M              | B              | M                 | B                 | M                 | B                 | M              | B              | M     | B     |
| --------------------- | --------------------- | --------------------------- | -------------- | -------------- | ----------------- | ----------------- | ----------------- | ----------------- | -------------- | -------------- | ----- | ----- |
| 2009-2010             | Algérie               | Coupe du monde 2010         | 2              | 0              | -                 | -                 | -                 | -                 | 1              | 0              | 3     | 0     |
| 2010-2011             | Algérie               | -                           | -              | -              | -                 | -                 | 4                 | 0                 | 2              | 0              | 6     | 0     |
| 2011-2012             | Algérie               | -                           | -              | -              | 2                 | 0                 | 4                 | 0                 | 0              | 0              | 6     | 0     |
| 2012-2013             | Algérie               | CAN 2013                    | 3              | 0              | 3                 | 0                 | 2                 | 0                 | 2              | 0              | 10    | 0     |
| 2013-2014             | Algérie               | Coupe du monde 2014         | 4              | 0              | 2                 | 0                 | -                 | -                 | 1              | 0              | 7     | 0     |
| 2014-2015             | Algérie               | CAN 2015                    | 4              | 0              | -                 | -                 | 4                 | 0                 | 1              | 0              | 9     | 0     |
| 2015-2016             | Algérie               | -                           | -              | -              | 2                 | 0                 | 3                 | 0                 | -              | -              | 5     | 0     |
| 2016-2017             | Algérie               | CAN 2017                    | 1              | 0              | 2                 | 0                 | 2                 | 0                 | 1              | 0              | 6     | 0     |
| 2017-2018             | Algérie               | -                           | -              | -              | 3                 | 0                 | -                 | -                 | -              | -              | 3     | 0     |
| 2018-2019             | Algérie               | CAN 2019                    | 7              | 0              | -                 | -                 | 4                 | 0                 | 2              | 0              | 13    | 0     |
| 2019-2020             | Algérie               | -                           | -              | -              | -                 | -                 | 2                 | 0                 | 2              | 0              | 4     | 0     |
| 2020-2021             | Algérie               | -                           | -              | -              | -                 | -                 | 3                 | 0                 | 3              | 0              | 6     | 0     |
| 2021-2022             | Algérie               | Coupe arabe 2021 + CAN 2021 | 5+3            | 0              | 7                 | 0                 | 1                 | 0                 | 1              | 0              | 17    | 0     |
| 2022-2023             | Algérie               | -                           | -              | -              | -                 | -                 | -                 | -                 | 1              | 0              | 1     | 0     |
| 2023-2024             | Algérie               | CAN 2023                    | 0              | 0              | -                 | -                 | -                 | -                 | 0              | 0              | 0     | 0     |
| Total sur la carrière | Total sur la carrière | Total sur la carrière       | 29             | 0              | 21                | 0                 | 29                | 0                 | 17             | 0              | 96    | 0     |

### Matchs internationaux
La liste ci-dessous dénombre toutes les rencontres de l'Équipe d'Algérie de football auxquelles Raïs M'Bolhi prend part, du 28 mai 2010 jusqu'à présent.

## Palmarès

### En sélection
| Algérie - Coupe du monde - Huitième de finaliste en 2014 - Coupe d'Afrique des nations - Vainqueur en 2019 |  | Algérie A' - Coupe arabe de la FIFA - Vainqueur en 2021 |

### Distinctions personnelles
- Gant d'or algérien en 2010, 2011, 2012 et 2014.
- Membre de l'équipe-type de championnat bulgare en 2009-2010[26],[27].

- Homme du match face à l'Allemagne de la Coupe du monde 2014.

- Homme du match de la Finale de Coupe d'Afrique des nations 2019 contre le Sénégal.
- Meilleur gardien de la Coupe d'Afrique des nations 2019.
- Membre de l'équipe-type de la Coupe d'Afrique des nations 2019.
- Homme du match contre le Maroc de la Coupe arabe de la FIFA 2021.
- Meilleur gardien de la Coupe arabe de la FIFA 2021.
- Membre de l'équipe-type de la Coupe arabe de la FIFA 2021.

## Vie personnelle
Élevé par sa mère, il rencontre son père en Afrique du Sud lors de la Coupe du monde de football 2010. Marié en 2014, il est père d'une fille. Musulman pratiquant, il observe le jeûne du ramadan lors de la Coupe du monde de football 2014.
En juillet 2023, M'bolhi offre ses gants et son maillot, qu'il avait portés lors de la Coupe d'Afrique des Nations 2019 remportée en Égypte, à Islam Boualik, un jeune gardien algérien qui l’admire et qui est également surnommé "Mbolhi" par ses coéquipiers en club,.

## Décorations
- Achir de l'ordre du Mérite national d'Algérie.